# 58e Assemblée générale de l'Île-du-Prince-Édouard
La 58e Assemblée générale de l'Île-du-Prince-Édouard fut en séance du 15 juin 1989 au 1er mars 1993. Le Parti libéral dirigé par Joe Ghiz forma le gouvernement. Catherine Callbeck devint chef de parti et Premier ministre en janvier 1993 après que Ghiz se retire de la politique. Edward Clark fut élu président.
Il y eut quatre sessions à la 58e Assemblée générale :
| Session | Début           | Fin             |
| ------- | --------------- | --------------- |
| 1re     | 15 juin 1989    | 20 juin 1989    |
| 2e      | 22 février 1990 | 26 avril 1990   |
| 3e      | 19 mars 1991    | 9 mai 1991      |
| 4e      | 23 mars 1992    | 5 novembre 1992 |

## Membres

### Kings
| Circonscription | Membre de l'assemblée | Membre de l'assemblée          | Parti   | Conseiller | Conseiller       | Parti        |
| --------------- | --------------------- | ------------------------------ | ------- | ---------- | ---------------- | ------------ |
| 1er Kings       |                       | Johnny Young Ross Young (1991) | Libéral |            | Albert Fogarty   | Conservateur |
| 2e Kings        |                       | Claude Matheson                | Libéral |            | Walter Bradley   | Libéral      |
| 3e Kings        |                       | Peter V. Doucette              | Libéral |            | Roberta Hubley   | Libéral      |
| 4e Kings        |                       | Stanley Bruce                  | Libéral |            | Gilbert Clements | Libéral      |
| 5e Kings        |                       | Rose Marie MacDonald           | Libéral |            | Barry Hicken     | Libéral      |

### Princes
| Circonscription | Membre de l'assemblée | Membre de l'assemblée | Parti   | Conseiller | Conseiller           | Parti   |
| --------------- | --------------------- | --------------------- | ------- | ---------- | -------------------- | ------- |
| 1er Prince      |                       | Robert Morrissey      | Libéral |            | Robert Campbell (en) | Libéral |
| 2e Prince       |                       | Keith Milligan        | Libéral |            | Allison Ellis        | Libéral |
| 3e Prince       |                       | Léonce Bernard        | Libéral |            | Edward Clark         | Libéral |
| 4e Prince       |                       | Stavert Huestis       | Libéral |            | Libbe Hubley         | Libéral |
| 5e Prince       |                       | Walter McEwen         | Libéral |            | Nancy Guptill        | Libéral |

### Queens
| Circonscription | Membre de l'assemblée | Membre de l'assemblée | Parti   | Conseiller | Conseiller         | Parti        |
| --------------- | --------------------- | --------------------- | ------- | ---------- | ------------------ | ------------ |
| 1er Queens      |                       | Marion Murphy         | Libéral |            | Leone Bagnall      | Conservateur |
| 2e Queens       |                       | Gordon MacInnis       | Libéral |            | Ron MacKinley      | Libéral      |
| 3e Queens       |                       | Betty Jean Brown      | Libéral |            | Tom Dunply         | Libéral      |
| 4e Queens       |                       | Alan Buchanan         | Libéral |            | Lynwood MacPherson | Libéral      |
| 5e Queens       |                       | Wayne Cheverie        | Libéral |            | Tim Carroll        | Libéral      |
| 6e Queens       |                       | Joe Ghiz              | Libéral |            | Paul Connolly      | Libéral      |